# Ingenieure für Kommunikation
Ingenieure für Kommunikation e.V. (IfKom) ist eine Deutsche Ingenieurorganisation für Fach- und Führungskräfte aus dem Kommunikations- und Telekommunikationsbereich. Als berufsständische Vereinigung ist der IfKom e.V. der größte Berufsverband für Kommunikationsingenieure in Europa. Der Verband ist offen für alle Ingenieure und Studenten von Diplom-, Bachelor- und Masterstudiengängen an Universitäten und Hochschulen sowie fördernde Mitglieder aus den Bereichen Telekommunikation und Informationstechnik. Im Mittelpunkt des Verbandswirkens steht die Karriereförderung der Mitglieder. Der IfKom e.V. hat heute ca. 5.000 Mitglieder. Bundesvorsitzender ist seit 2007 Heinz Leymann.

## Ziele
- Förderung des Wettbewerbs in der Kommunikationswirtschaft[2]
- Förderung der Nutzung neuer Technologien[3][4][5]
- Analyse und Entwicklung von Perspektiven für das Berufsbild des Ingenieurs
- Fort- und Weiterbildung[6][7][8]
- Beratung und Erfahrungsaustausch
- Setzung ethischer Standards durch Beachtung des Leonardischen Eids[9]
- Netzwerk von Ingenieuren der Kommunikationsbranche

## Geschichte
Der Verband, gegründet 1923, hieß bis 1999 VDPI (Verein Deutscher Post Ingenieure) und war im Wesentlichen Mitarbeitern der früheren Deutschen Bundespost vorbehalten. Mit der Öffnung des Telekommunikationsmarktes hatte sich diese Definition überholt.
Seit 1999 steht der Verband allen Ingenieuren der Kommunikationswirtschaft offen.
Die Verbandszeitschrift ist das IfKom-Journal im Eigenverlag.

## Zusammenarbeit
Der Verband ist Mitglied im Zentralverband der Ingenieurvereine. Ifkom e.V. hat eine Kooperation mit dem eco, Verband der deutschen Internetwirtschaft. Die IfKom kooperiert mit dem Verband Die Führungskräfte und gehört zu dessen Verbändenetzwerk.
Der Verband soll neutral und für die Ingenieure der Kommunikation aller Telekommunikationsunternehmen übergreifend und offen zur Verfügung stehen.